# ゲインズビル (ジョージア州)
ゲインズビル（英: Gainesville）は、アメリカ合衆国ジョージア州の都市。ホール郡の郡庁所在地である。人口は4万2296人（2020年）。アトランタの北東87キロメートルに位置している。ゲインズビル都市圏の中核であり、広域ではアトランタ都市圏に入っている。

## 歴史
ゲインズビルは1800年代初期に開拓者によってミュールキャンプスプリングスとして設立された。1818年12月15日にホール郡が設立されてから3年足らず後のことだった。1821年4月21日に、米英戦争の英雄であり、著名な軍隊測量士かつ道路建設者であったエドマンド・P・ゲインズ将軍に因んでゲインズビルと改名された。ゲインズビルは郡庁所在地に選定され、1821年11月30日にはジョージア州議会によって認証された。
1830年代に近くのランプキン郡で始まったゴールドラッシュにより、開拓者の数が増え、事業の町が始められた。
19世紀半ばに2つの大きな出来事があった。すなわち1849年にリゾート地となったことと、1851年に大火で破壊されたことだった。
1870年から1920年の時代は大きく成長した。1871年、エアーライン鉄道、後のジョージア・サザン鉄道がゲインズビルで停車するようになり、1870年の人口1,000人から1900年には5,000人にまで増加した。1898年までに鉄道のお陰もあって繊維産業が経済の推進力となった。1902年、ボルチモア市より南では初めて街灯が付けられた。1905年3月1日、無料の郵便配達が始められ、1910年8月10日、ゲインズビル郵便局が開設された。1915年12月22日、市内初の高層ビルであるジャクソン・ビルディングがオープンし、現在まで残っている。1919年、サザン・ベルが電話システムを改良した。
1873年2月22日に市保安官を選出して市のサービスが開始され、1874年にはゴミの回収が始まった。1890年、水道を建設するための市債発行が承認され、上水道体系が開発された。
1943年、第二次世界大戦の真っ最中に、アメリカ合衆国政府に1ドルで空港を貸した。そこは海軍航空基地として訓練に使われた。1947年、この空港が市に戻され、4,000フィート (1,200 m) の滑走路2本ができた。そのうち1本は後に5,500フィート (1,650 m) に伸ばされた。
第二次世界大戦後、ジェシー・ジュウェルという実業家がジョージアで養鶏を始め、その後州内最大の農産物になってきた。年産10億ドルとなり、ゲインズビルは「世界の養鶏首都」という渾名を貰った。
1957年、アメリカ陸軍工兵司令部がラニア湖を建設し、現在の湖面は38,000エーカー (152 km2) となり、工兵司令部が造った湖としては国内で最も利用者が多く、経済効果は年間20億ドルになっている。
1996年のアトランタオリンピックでは、ボートとカヤックの競技場となった。
21世紀、ゲインズビルは発展を続けている。ゲインズビル公園とレクリエーション部が2001年に適格認証され、州内で3番目のものになった。2002年レイクサイド浄水場が完成し、2003年には春のチキン祭など新しい社会活動が始まり、2004年にはアート・イン・ザ・スクエアの集まりがあり、2008年にはドレッジフェストが開催された。
2008年にはまたフェアストリート地区センターが再開され、リンウッド水再処理施設が再開し、ロングウッドパーク釣り桟橋が完成した。

## 地理

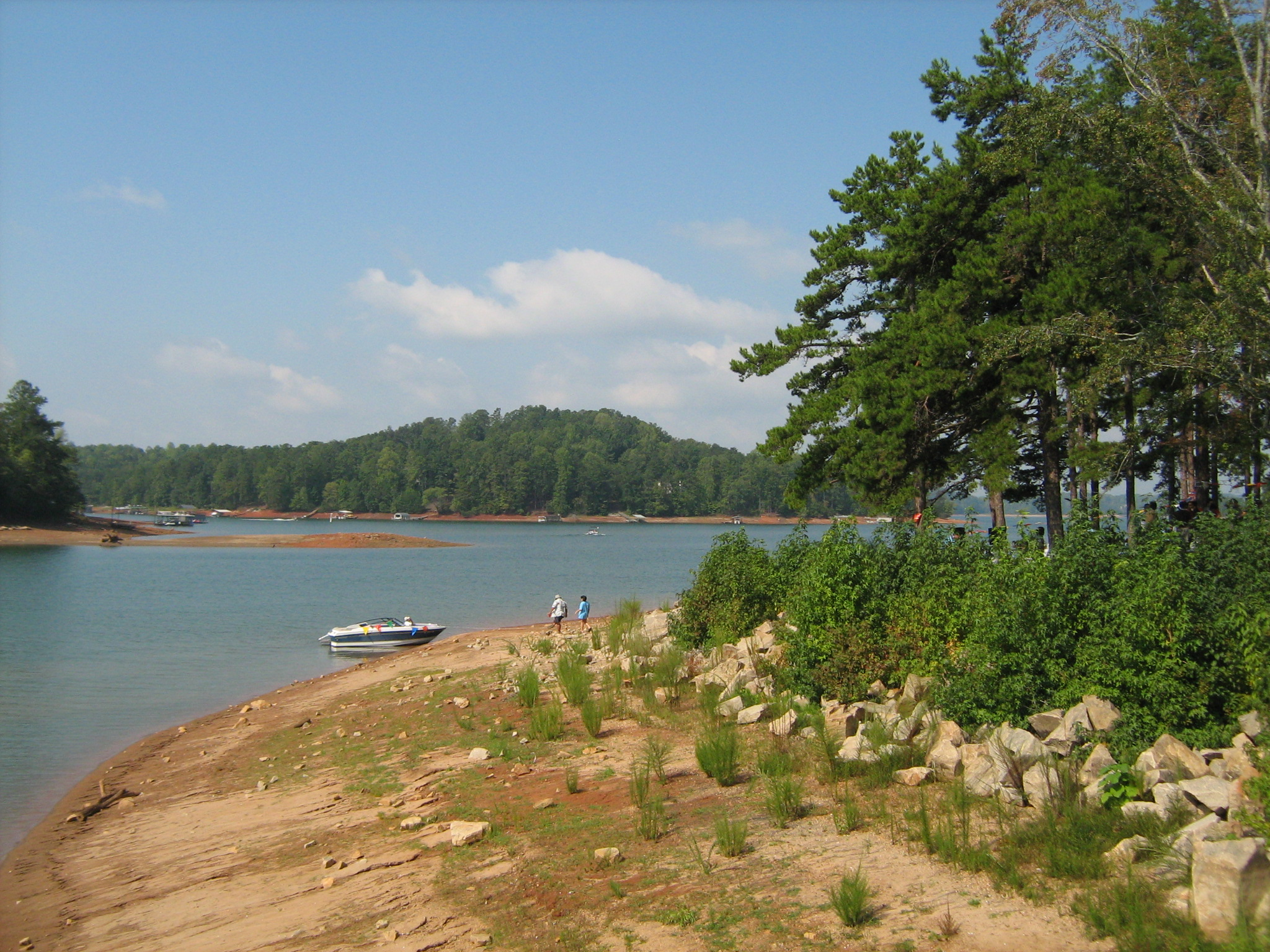
ラニア湖とリバーフォークス公園

ゲインズビル市は北緯34度18分16秒 西経83度50分2秒 / 北緯34.30444度 西経83.83389度 (34.304490, -83.833897)に位置している。
アメリカ合衆国国勢調査局に拠れば、市域全面積は29.1平方マイル (75 km2)であり、このうち陸地27.1平方マイル (70 km2)、水域は2.0平方マイル (5.2 km2)で水域率は6.94%である
ゲインズビル市はブルーリッジ山脈の麓丘陵部に囲まれ、国内でも最大級に人気のある内陸水面ラニア湖の岸にある。ジョージア州出身の作家かつ音楽家のシドニー・ラニアから名付けられたこの湖は、1956年にアメリカ陸軍工兵司令部がビュフォード近くでチャターフーチー川を堰き止め、アパラチア山脈のバレーに水を湛えて造った。主に水力発電と洪水制御のために造られたが、アトランタ市に水を供給する貯水池にもなっている。ジョージア州北部では大変人気の高い観光地になっている。
ゲインズビルの土地の多くは森であり、落葉樹と針葉樹が茂っている。

## 経済

### 養鶏業
ゲインズビルの養鶏業は、市出身のジェシー・ジュウェルが始めたときから発展を開始した。そのやり方は北ジョージアの農夫にひよこと餌を信用で売ることだった。鶏が成長するとジュウェルが、自分のコストと農夫の利益を足した価格で買い戻した。ジュウェルは一度養鶏する農家を確保してしまうと、食肉加工場と孵化場に投資した。
2013年時点で養鶏業はゲインズビルの重要な経済推進役に留まっており、主要雇用主10社のうちに6社を占め、その雇用数は7,600人となっている。州全体での年間売り上げは30億ドルに達している。

### その他の産業
ゲインズビル最大の雇用主はノースイースト・ジョージア医療センターであり、従業員数は5,200人である。チューインガムのウィリアム・リグレー社が、700人を雇用し、ゲインズビル最大のメーカーになっている。ウォルマートのスーパーマーケットは300人以上を雇用している。
主要なショッピングセンターはレイクショア・モールであるｄ。

## 主要雇用主
ゲインズビル市の2012年包括的財務報告書に拠れば、市内の主要雇用主は次の通りである。
| 順位 | 雇用主                                 | 従業員数 |
| ---- | -------------------------------------- | -------- |
| 1    | ノースイースト・ジョージア医療システム | 5,030    |
| 2    | フィールデール農場                     | 2,400    |
| 3    | ピルグリムズ                           | 1,600    |
| 4    | マー・ジャック                         | 1,250    |
| 5    | クボタ                                 | 960      |
| 6    | コールマン・ナチュラル                 | 900      |
| 7    | ウィリアム・リグレー                   | 850      |
| 8    | ザ・ロングストリート・クリニック       | 580      |
| 9    | コッホ・フーズ                         | 521      |
| 10   | ZF フリードリヒシャフェン              | 440      |

## 気候
ゲインズビルは亜熱帯気候であり、温暖で変化の激しい冬と、大変暑い夏がある。
冬は概して温暖である。平均最高気温は40°F (4 ℃) 台後半から50°F (10 ℃) 台前半であり、最低気温は30°F (-1 ℃) 台前半から半ばである。しかし、寒冷前線と温暖前線が交互に訪れるので、温度変化が激しいことがある。2日続けて70°F (21 ℃) 台になった後、10°F (-12 ℃) 台になることも多い。年間降雪量は平均でやっと1インチ (2.5 cm) になる程度であり、1日以上根雪になることも希である。農政省植物帯は8aにあり、耐寒性の椰子やサボテンが厳しい寒さに耐えることができる。過去最低気温は1985年1月に記録した-14°F (-10 ℃) だった。
春は平均最高気温が70°F (21 ℃) 台から80°F (27 ℃) 台であり、最低気温は40°F (4 ℃) 台から50°F (10 ℃) 台である。3月は1年の中で最も雨の多い月である。
夏の暑さは厳しいが、最高気温は概して80°F (27 ℃) 台半ばから後半である。ゲインズビルの標高が夏の暑さを数度和らげている。湿度は非常に高く、不快指数が100に達することもある。過去最高気温は1952年6月と7月に記録された107°F (42 ℃) だった。
秋は春と同様な気温だが、特に晩秋には雨が少ない。10月後半から11月にかけては紅葉の季節となり、明るい赤、黄、金色のオレンジ、紫などに照り映えることになる。
| ゲインズビルの気候     | ゲインズビルの気候 | ゲインズビルの気候 | ゲインズビルの気候 | ゲインズビルの気候 | ゲインズビルの気候 | ゲインズビルの気候 | ゲインズビルの気候 | ゲインズビルの気候 | ゲインズビルの気候 | ゲインズビルの気候 | ゲインズビルの気候 | ゲインズビルの気候 | ゲインズビルの気候 |
| 月                     | 1月                | 2月                | 3月                | 4月                | 5月                | 6月                | 7月                | 8月                | 9月                | 10月               | 11月               | 12月               | 年                 |
| ---------------------- | ------------------ | ------------------ | ------------------ | ------------------ | ------------------ | ------------------ | ------------------ | ------------------ | ------------------ | ------------------ | ------------------ | ------------------ | ------------------ |
| 平均最高気温 °F （°C） | 51 (11)            | 56 (13)            | 63 (17)            | 72 (22)            | 80 (27)            | 87 (31)            | 90 (32)            | 90 (32)            | 82 (28)            | 73 (23)            | 60 (16)            | 52 (11)            | 71.3 (21.9)        |
| 平均最低気温 °F （°C） | 32 (0)             | 37 (3)             | 46 (8)             | 51 (11)            | 60 (16)            | 66 (19)            | 68 (20)            | 66 (19)            | 56 (13)            | 49 (9)             | 40 (4)             | 35 (2)             | 50.5 (10.3)        |
| 出典：Weatherbase      |                    |                    |                    |                    |                    |                    |                    |                    |                    |                    |                    |                    |                    |

### 悪天候
ゲインズビルは竜巻道に位置していないが、3月から11月にかけて、スーパーセル雷雨が発生する。特に春は多い。竜巻警報は春と夏に多く出る。少なくとも年2回警報が出ている。
ゲインズビルの竜巻は州平均よりも多く、全国平均の108%になっている。
1936年に発生した過去5位の竜巻群の発生地にもなった。このときはゲインズビル市が破壊され、203人が死んだ。1903年6月1日の藤田スケールF4竜巻発生時には98人が死んだ。
さらに1974年4月の藤田スケールF4では、ゲインズビル市中心と22.6マイル (36.3 km) 離れていたが、6人が死に、30人が負傷した。また1973年12月のF3の竜巻はゲインズビル市中心から2.1マイル (3.4 km) 離れていたが、けが人21人を出した。どちらも物損は50万ドルから500万ドルのあいだだった。

## 人口動態
以下は2010年国勢調査による人口統計データである。
| 基礎データ - 人口: 33,804人 - 世帯数: 11,273 世帯 - 家族数: 7,165 家族 - 人口密度: 450.7人/km2（1.161.6 人/mi2） - 住居数: 12,967 軒 - 住居密度: 172.9軒/km2（445.6 軒/mi2） 人種別人口構成 - 白人: 54.2% - アフリカン・アメリカン: 15.2% - ネイティブ・アメリカン: 0.6% - アジア人: 3.2% - 太平洋諸島系: 0.2% - その他の人種: 23.4% - 混血: 3.2% - ヒスパニック・ラテン系: 41.6% 年齢別人口構成 - 18歳未満: 33.9% - 18-24歳: 9.5% - 25-44歳: 29.2% - 45-64歳: 16.7% - 65歳以上: 10.5% - 年齢の中央値: 30歳 - 性比（女性100人あたり男性の人口） - 総人口: 91.6 - 18歳以上: 84.4 | 世帯と家族（対世帯数） - 18歳未満の子供がいる: 30.3% - 結婚・同居している夫婦: 39.3% - 未婚・離婚・死別女性が世帯主: 18.2% - 非家族世帯: 36.4% - 単身世帯: 28.9% - 65歳以上の老人1人暮らし: 3.64% - 平均構成人数 - 世帯: 2.85人 - 家族: 3.55人 収入と家計 - 収入の中央値 - 世帯: 38,119米ドル - 家族: 43,734米ドル - 性別 - 男性: 26,377米ドル - 女性: 20,531米ドル - 人口1人あたり収入: 19,439米ドル - 貧困線以下 - 対人口: 29.1% - 対家族数: 24.9% - 18歳未満: 40.7% - 65歳以上: 17.6% |

2013年5月時点での失業率は6.9%であり、ジョージア州の8.3%、国内平均の7.6%より低かった。
15歳以上の住人の中で31.0%は結婚の経験が無く、50.0%は現在結婚中。2.4%は別居中、7.7%は女性の未亡人、9.9%は離婚済だった。

## 交通
アムトラックの長距離列車「クレセント」が、ゲインズビル駅に停車する。ニューヨーク、フィラデルフィア、ボルチモア、ワシントンD.C.、グリーンズボロ、シャーロット、アトランタ、バーミングハム、ニューオーリンズ各市を結んでいる。
ゲインズビル市内ではバスを運行するレッド・ラビットがあり、3つの路線に130の停留所がある。レッドラビット公共交通体系は2001年1月にバス3台とミニバス4台で運行を開始した。
空港は1940年に建設されたリー・ギルマー・記念空港 (GVL) がある。5,500フィート (1,650 m) と4,000フィート (1,200 m) の滑走路2本があり、エアタクシー、チャーター便、地域便、軍事便に利用されている。利用する航空機は単発機116機、多発機21機、ジェット機2機、ヘリコプター1機がある。さらにヘリポートが3か所にある。

## 医療
ゲインズビル市内にはノースイースト・ジョージア・医療センターがあり、ロニー・グリーン・ハートセンターが入っている。カミングのノースサイド病院フォーサイス、コマースのBJC医療センター、ダロネガのチェスタティ地域病院も利用できる。

## 教育
25歳以上の住人の66.2%は高校卒以上の学歴があり、24.2%は学士以上、8.9%は修士あるいは専門学位以上となっている。

### ゲインズビル市教育学区
ゲインズビル市教育学区は幼稚園から12年生までの公共教育を管轄しており、小学校5校、中学校1校、高校1校がある。常勤の教師は282人、児童生徒数4,400人以上いる。

### ホール郡教育学区
ホール郡教育学区は郡内の幼稚園から12年生までの公共教育を管轄しており、小学校21校、中学校6校、高校7校がある。常勤の教師は1,337人、児童生徒数21,700人以上いる。

### 私立学校
市内には私立学校が3校ある。リバーサイド士官学校は7年生から12年生まで男子のカレッジ準備、寄宿および通学学校である。レイクビュー・アカデミーは無宗派カレッジ準備学校である。ブルノー・アカデミーは9年生から12年生の女子カレッジ準備寄宿学校であり、ブルノー大学システムに属している。

### 高等教育機関
高等教育機関は3校ある。北ジョージア大学（元ゲインズビル州立カレッジ）は2013年1月8日に、北ジョージア・カレッジ&州立大学とゲインズビル州立カレッジの統合によって設立された。私立非営利のブルノー大学は学部、大学院レベルの高等教育機関である。他に工業対話型カレッジもある。

### 図書館
ホール郡図書館は、3,078,611ドルの収入により、蔵書 292,717冊、電子書籍 1,355件、聴覚資料 32,858件、視覚資料 26,616件、地元免許データベース36件、州免許データベース146件、定期刊行物821件、電子定期出版物36件を扱っている。

## 法
ゲインズビル市内にある公共弁護者事務所はジョージア州でも最良のものと認識されてきている。2005年に設立され、ホール郡で重罪を問われた被告の弁護を行っている。この事務所の弁護士は地域社会との関連で認められており、裁判所でもその識見を認められている。2008年、1年目の弁護士がジョージア州最高裁判所で、性犯罪社登録法に異議申し立てを行い、成功した。
過去12年間で犯罪率は著しく減少している。人口10万人あたりの犯罪率で、2000年の728.6から2011年の307.6にまで減少した。
2011年の常勤警察雇用数は108人であり、このうち95人が警官である。住民1,000人あたりの警官数は2.77人であり、ジョージア州と同等である。
1961年より手づかみ以外でフライドチキンを食べることを禁じる条例があり、2009年には実際に観光客がナイフとフォークを使って食したために逮捕された。

## 著名な出身者
- ジョディ・ベンソン、声優、ディズニー映画『リトル・マーメイド』のアリエル役
- デクスター・ファウラー、メジャーリーグベースボール選手、コロラド・ロッキーズ
- サン・カン、俳優
- ジェイムズ・ロングストリート、南軍の将軍、ゲインズビルの郵便局長
- マイカ・オーウィングス、メジャーリーグベースボール選手、アリゾナ・ダイヤモンドバックス
- AJスタイルズ、プロレスラー
- バート・ランス、銀行家、アメリカ合衆国行政管理予算局長

## 姉妹都市
- ハンガリー、エゲル
- インド、ウナオ
- 日本、伊豆の国市